# Cleretum
Cleretum es un género con tres especies aceptadas de plantas suculentas perteneciente a la familia Aizoaceae.

## Taxonomía
Cleretum fue descrito por el taxónomo y botánico inglés, Nicholas Edward Brown, y publicado en The Gardeners' Chronicle, ser. 3 78: 412. 1925. La especie tipo es : Cleretum papulosum (L.f.) L.Bolus (Mesembryanthemum papulosum L.f.) ; Neotypus [M.Struck &t H.D.Ihlenfeldt, en Taxon 34: 522 (1985)]

## Especies aceptadas
A continuación se brinda un listado de las especies del género Cleretum aceptadas hasta julio de 2011, ordenadas alfabéticamente. Para cada una se indica el nombre binomial seguido del autor, abreviado según las convenciones y usos.
- Cleretum herrei (Schwantes) Ihlenf. & Struck
- Cleretum lyratifolium Ihlenf. & Struck
- Cleretum papulosum (L.f.) N.E.Br.